# コパ・アメリカ・デ・ベイスボル2008
コパ・アメリカ・デ・ベイスボル2008は、2008年にベネズエラで開催された国際野球大会である。IBAFワールドカップの予選も兼ねており、上位5チームが翌年のIBAFワールドカップに出場した。